# Guglielmo III d'Inghilterra
Guglielmo III d'Orange Nassau (in olandese Willem Hendrik van Oranje-Nassau), anche noto come Guglielmo III d'Inghilterra, Guglielmo II di Scozia e Guglielmo I d'Irlanda (Binnenhof, 14 novembre 1650 – Kensington Palace, 8 marzo 1702), è stato principe d'Orange, Conte di Nassau e Barone di Breda dalla nascita, Statolder delle Province Unite dal 28 giugno 1672, re d'Inghilterra e d'Irlanda dal 13 febbraio 1689 e re di Scozia dall'11 aprile 1689, in tutti i casi fino alla sua morte.
Nato come membro della Casa   d'Orange-Nassau, Guglielmo ottenne le corone d'Inghilterra, Irlanda e Scozia in seguito alla gloriosa rivoluzione, durante la quale il re Giacomo II, che era suo suocero e zio (fratello della madre), fu deposto. Nei tre regni Guglielmo governò congiuntamente con sua moglie e cugina Maria II (che aveva sposato a Londra il 4 novembre 1677), fino alla morte di quest'ultima, avvenuta il 28 dicembre 1694. Tra gli Orangisti in Irlanda del Nord egli è al giorno d'oggi noto con il nome informale di King Billy.
Guglielmo III fu nominato Statolder d'Olanda il 28 giugno 1672 e ricoprì tale carica fino alla morte. In tale contesto, egli era in genere chiamato con il titolo Guglielmo Enrico, Principe d'Orange, traduzione dall'olandese Willem Hendrik, Prins van Oranje. Come membro d'una casata protestante, Guglielmo prese parte a molte delle guerre in Europa contro il re di Francia Luigi XIV. Molti protestanti vedevano in Guglielmo il campione della loro fede: egli aveva conquistato la corona inglese perché molta gente era spaventata dal ritorno del cattolicesimo e dall'influenza papale, sebbene altre ragioni per il suo successo furono senza dubbio il suo efficiente esercito e una flotta quattro volte più grande della famosa Invincibile Armata spagnola. Il suo regno segnò l'inizio del passaggio dalla forma di monarchia personale esercitata dagli Stuart al sistema parlamentare della Casa d'Hannover.

## Gli anni giovanili
Guglielmo d'Orange, l'unico figlio dello Statolder Guglielmo II, principe d'Orange, e di Maria Enrichetta Stuart, principessa reale d'Inghilterra, nacque a L'Aia, nei Paesi Bassi. Otto giorni prima della sua nascita il padre morì di vaiolo, cosicché Guglielmo divenne Principe d'Orange ancora in fasce. Subito sorse un conflitto tra la Principessa Maria e la madre di Guglielmo II, Amalia di Solms-Braunfels, riguardo al nome da dare al nuovo nato. Maria voleva chiamarlo Carlo, come suo fratello, mentre sua suocera insisteva per il nome Guglielmo per rafforzare la sua futura nomina a Statolder. Guglielmo II aveva nominato nel suo testamento la moglie come tutrice, tuttavia le carte non furono firmate e la questione rimase irrisolta. Il 13 agosto 1651 l'Hoge Raad (l'Alta Corte) stabilì che la potestà fosse affidata congiuntamente a Maria, Amalia e Federico Guglielmo, Elettore di Brandeburgo.
Il principe prussiano – di confessione protestante – fu scelto per tale onore come parte neutrale, al fine di mediare tra le due donne, ma anche perché, come possibile erede, egli aveva un vivo interesse nel proteggere i beni della Casa d'Orange che Amalia temeva avrebbero potuto essere scialacquati dalla frivola Maria. La Principessa Maria, infatti, mostrò scarsa attenzione per suo figlio - essendo spesso assente per anni preferendo passare il tempo fra le dissolutezze della corte francese – e si era sempre deliberatamente tenuta da parte dalla società olandese, cosa che le impedì persino una accettabile padronanza di quella lingua.
Il giovane Guglielmo fu educato in principio da varie nobildonne olandesi di origini inglesi, tra le quali Walburg Howard (una figliastra della futura Contessa di Chesterfield e sorellastra del futuro Conte di Bellomont); da aprile del 1656 il predicatore Cornelius Trigland, un seguace del teologo puritano Gisbertus Voetius, fu scelto per istruire il principe nella religione di Stato, il calvinismo. È conosciuto un breve trattato, scritto forse da Christiaan Huygens, sull'istruzione del giovane Guglielmo: il “Discours sur la nourriture de S.H. Monseigneur le Prince d'Orange”. Il principe, un retto e serio ragazzo, si convinse pian piano della sua predestinazione a divenire uno Strumento di Dio sotto la guida della Provvidenza, realizzando lo storico destino della Casa d'Orange.
All'inizio del 1659 Guglielmo fu mandato per sette anni presso l'Università di Leida per un'educazione più formale – sebbene ufficialmente non fu mai iscritto come studente – sotto la guida del professore di morale Hendrik Bornius. Fino a febbraio del 1660 Samuel Chappuzeau, uno studente protestante, insegnò al principe il francese. Guglielmo mostrò inclinazione per i trattati dei grandi filosofi e per la letteratura classica, sebbene preferì studiare le arti, specialmente la pittura e l'architettura, che fiorirono durante l'Età dell'Oro olandese. Mentre risiedeva presso Prinsenholf, a Leida, a Guglielmo fu data una scorta e un nuovo sovrintendente, Federico di Nassau, Barone di Zuylestein, figlio illegittimo dello Statolder Federico Enrico d'Orange, nonno di Guglielmo. Era presente anche un paggio d'onore, Hans Willem Bentinck. Guglielmo, che sempre si mostrò leale ai due amici, rimase affettivamente molto attaccato a entrambi.

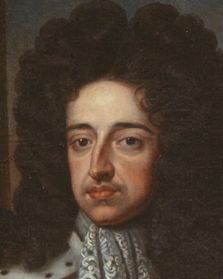
Guglielmo III, particolare di un ritratto di sir Goeffrey Kneller.

Il 25 settembre 1660 le Province Unite, sotto la guida di Gran pensionario Johan de Witt, con reggenti Cornelis de Graeff, Pieter de Graeff e Gillis Valckenier, decisero di farsi carico dell'educazione di Guglielmo per assicurarsi che egli avrebbe acquisito le necessarie abilità per assolvere le future e ancora non ben determinate funzioni. Questo primo coinvolgimento non sarebbe stato lungo tuttavia. Il 23 dicembre 1660, quando Guglielmo aveva appena dieci anni, sua madre morì di vaiolo nel Palazzo di Whitehall, a Londra, mentre era in visita a suo fratello Carlo II. Nelle sue volontà Maria designava Carlo come tutore legale di Guglielmo. Carlo ora chiese che le Province Unite cessassero le loro interferenze; per placare il potente re d'Inghilterra il 30 settembre 1661 esse acconsentirono a mettersi da parte. Carlo delegò le sue funzioni di tutore alla nonna paterna di Guglielmo, la principessa Amalia, con l'intendere che i suoi consigli sarebbero stati in ogni modo seguiti. Questo accordo non ostacolò Carlo dal mantenere una stabile corrispondenza con il nipote. Nel 1661 Zuylestein iniziò a lavorare per Carlo, collaborando con l'ambasciatore inglese George Downing, l'informatore inglese de facto nelle Province d'Olanda. Questi spinse Guglielmo a scrivere delle lettere allo zio chiedendo di intercedere in suo nome per migliorare le sue prospettive di Statolder. Carlo sfruttò tale richieste per tornaconto politico, tentando di far nascere dissensi nella società olandese, tra le fazioni degli Orangisti e dei repubblicani.
Le autorità olandesi in un primo momento finsero di ignorare gli intrighi di palazzo, ma durante la seconda guerra anglo-olandese, scoppiata nel 1665, esse rigettarono la proposte di pace di Carlo II che prevedevano un miglioramento della posizione di suo nipote. Come contromisura nel 1666, quando Guglielmo aveva sedici anni, le Province Unite ufficialmente lo posero sotto tutela d'ufficio. Il consenso di Amalia fu ottenuto con la promessa di una considerevole pensione di stato, cosa che Guglielmo non avrebbe mai dimenticato di adempiere. Tutto ciò fu disposto al fine di preparare Guglielmo per il ruolo governante, sebbene in che cosa avrebbe dovuto consistere tale ruolo fosse ancora vago o omesso. Un diretto risultato di tali disposizioni fu comunque l'allontanamento di tutti gli elementi filo-inglesi, primo fra tutti Zuylestein, che fu rimosso dalla guardia di Guglielmo. Quest'ultimo fu affranto da siffatta decisione e pregò il De Witt e De Graeff di permettere a Zuylestein di restare. La richiesta venne rifiutata, ma De Witt prese l'educazione di Guglielmo nelle sue mani, istruendolo settimanalmente nelle questioni di Stato – e facendolo prendere regolarmente parte nelle partite di pallacorda. Guglielmo e De Witt, avendo entrambi un carattere introverso e restio a fare trasparire emozioni, non riuscirono a intrattenere una reciproca amicizia.

## Il conflitto con la Francia

Luigi XIV di Francia, acerrimo nemico di Guglielmo III. Ritratto di Luigi XIV, di Hyacinthe Rigaud (1701).

Quando le altre province nel 1666 vollero affidare al principe il comando delle truppe, gli Stati di Olanda si opposero e con l'Editto perpetuo del 1667 abolirono la carica di "cellone supremo" per la loro provincia e stabilirono inoltre che mai un capitano generale o ammiraglio generale dell'Unione avrebbe potuto essere allo stesso tempo statolder in una regione qualsiasi. Ma poi la minaccia sempre più grave di una guerra con la Francia fece sì che gli Stati di Gheldria, la provincia più esposta al pericolo, proponessero di nominare Guglielmo capitano generale. La forte opposizione dell'Olanda fu vinta e seguì la nomina, però ristretta a una sola campagna.
Poco dopo cominciò la guerra: Francia, Inghilterra, i vescovati di Colonia e Münster assalirono insieme le Sette Province. L'esercito era in un pessimo stato e le fortificazioni trascurate. Con meno di 20 000 uomini, Guglielmo, generale novello e di scarsa educazione militare, si trovava dietro il fiume Yssel, mentre Luigi XIV invadeva, con un esercito sei volte più forte e sotto la guida di famosi generali come Condé, Turenne e Luxembourg, il territorio della repubblica. Non si venne a battaglia aperta: le città non erano in stato di difesa e l'unica cosa da fare era ritirarsi nella provincia d'Olanda, dove con l'inondare il paese si poteva fermare il nemico. L'Olanda fu colpita da terrore e panico: il popolo credette, falsamente, che Giovanni de Witt e gli altri reggenti fossero in rapporti segreti con il re di Francia per far fallire la prima impresa di Guglielmo, e vi fu una ribellione violenta a favore del principe, il quale personalmente però non fece nulla per rinforzare quel movimento.
Il 27 giugno 1672 la città di Veere in Zelanda e la vecchia Dordrecht in Olanda abolirono per prime l'Editto Perpetuo. Una settimana dopo gli Stati d'Olanda riconobbero Guglielmo come statolder e capitano generale; la Zelanda aveva fatto lo stesso già un giorno prima e così fecero le altre regioni. Gli animi si entusiasmarono e finalmente si trovava la forza di resistere al nemico. Un tentativo del De Witt di ristabilire la pace con Luigi XIV fallì e quando Guglielmo riuscì a ottenere l'aiuto del grande elettore di Brandeburgo e dell'imperatore - aiuto che del resto si limitò a ben poco - rifiorì la speranza. Seguì però l'episodio del linciaggio dei due De Witt: il principe non ne ebbe coinvolgimento, ma è certo che per sua volontà i principali colpevoli non furono puniti. Tutti i posti d'importanza furono poi dati agli Orangisti e immediatamente l'esercito, che per volontà degli Stati d'Olanda era sempre tenuto debole, fu rinnovato. Ma un tentativo di tagliare le comunicazioni dell'esercito francese d'invasione con la Francia fallì a Charleroi nel dicembre del 1672, e Guglielmo ritornò appena in tempo in Olanda per impedire al duca di Luxembourg di forzare la linea di difesa costituita dai terreni inondati.
Nella primavera seguente la guerra ricominciò con più lena e alla fine del 1673 il principe si poté riunire con le truppe dell'imperatore e del Brandeburgo nella Renania e prendere Bonn. Con l'Inghilterra, dopo alcune delle più gloriose vittorie del De Rutyer, si venne a una pace favorevole. Münster e Colonia seguirono l'esempio: così la diplomazia di Guglielmo aveva isolato Luigi XIV, suo principale nemico. Nel 1674 tutto il territorio della repubblica venne liberato e nelle province riconquistate, Utrecht, Overijssel, Gheldria, Guglielmo rafforzò il suo potere: gli fu concesso infatti nelle cinque regioni lo statolderato ereditario della sua famiglia, mentre fallì invece il progetto di farlo sovrano. Continuava la guerra e anche quando l'esito delle battaglie era indeciso (Seneffe, 1674), o addirittura sfavorevole per lui (Montcassel, 1677), Guglielmo riusciva con i suoi movimenti strategici ad annullare i vantaggi del nemico e, specialmente, a dare delle amare sorprese diplomatiche a Luigi XIV.

## Pace con la Francia e rapporti con l'Inghilterra

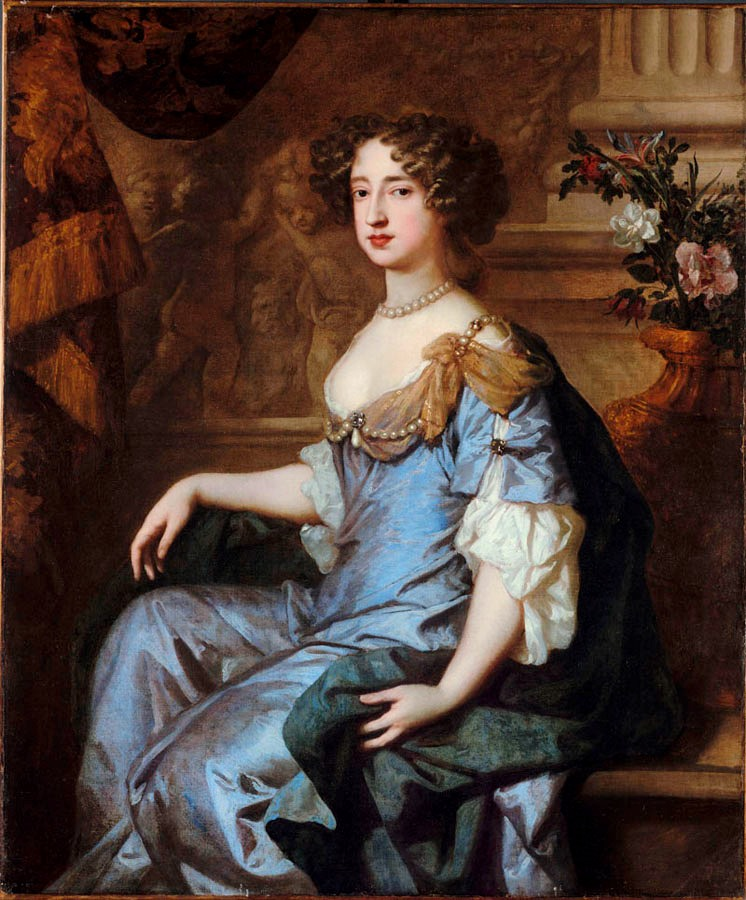
Guglielmo sposò sua cugina, la futura regina Maria II Stuart, nel 1677.

Il 10 agosto 1678 la Pace di Nimega poneva fine alla guerra, in modo assai onorevole per la repubblica. Tuttavia, per quanto ufficialmente si fosse in pace, Guglielmo non tralasciò da allora di contrastare Luigi XIV e i suoi piani di monarchia universale. Proprio mentre la conclusione della Lega di Augusta del 1686 coronava la lunga e tenace propaganda antifrancese di Guglielmo, si preparava in Inghilterra quel rivolgimento per cui Guglielmo sarebbe salito sul trono.
Nel 1677 aveva sposato Maria Stuart, primogenita di Giacomo duca di York (chiamato in seguito Giacomo II): questo matrimonio aveva avuto un'importanza politica grandissima, giacché Giacomo non aveva figli maschi e quindi per Maria si affacciava l'eventualità della successione alla corona inglese. Tuttavia al matrimonio non seguì alcuna nascita. Guglielmo aveva persino cercato di fare escludere dal trono inglese il suocero e a luglio del 1681 si era recato in Inghilterra, mettendosi a tale scopo in contatto con i Whigs. Tuttavia, all'ascesa al trono d'Inghilterra di Giacomo II, Guglielmo mantenne un atteggiamento corretto: inviò in aiuto del suocero i reggimenti inglesi e scozzesi che erano a servizio dell'Olanda e offrì se stesso come comandante.
Guglielmo non riuscì ad associare Giacomo nei suoi piani antifrancesi: la revoca dell'editto di Nantes (1685) in Francia, e la coercizione esercitata sui suoi sudditi nel Principato d'Orange sdegnarono Guglielmo, ma Giacomo rifiutò di protestare presso la corte di Versailles. Anzi, in Inghilterra egli stesso cercava di ridar forza ai cattolici contro i protestanti. Gli oppositori alla politica regia cercarono allora aiuto in Guglielmo: il vescovo Burnett venne in Olanda ma Guglielmo fece comprendere che non si sarebbe mosso senza un invito scritto.

## Invasione dell'Inghilterra
La crisi finale fu raggiunta quando i Sette Vescovi furono processati e assolti per avere protestato contro la seconda Dichiarazione di Indulgenza. Un invito cifrato, firmato da sette uomini politici inglesi, fu mandato a Guglielmo, a cui veniva richiesto «di salvare l'infranta libertà» del Paese. Il 5 novembre 1688 Guglielmo sbarcò dunque a Torbay, marciando poi su Londra, mentre attorno a lui si andavano ingrossando le file dei seguaci. Giacomo, che aveva rifiutato follemente l'aiuto di Luigi XIV, si trovò ridotto alle sue sole risorse. Egli aveva raccolto il suo esercito a Salisbury e mosse per raggiungerlo. Allarmato però dal gran numero di disertori, fra i quali era anche John Churchill (più tardi duca di Marlborough), si ritirò a Londra e in ultimo fuggì in Francia.

## L'incoronazione

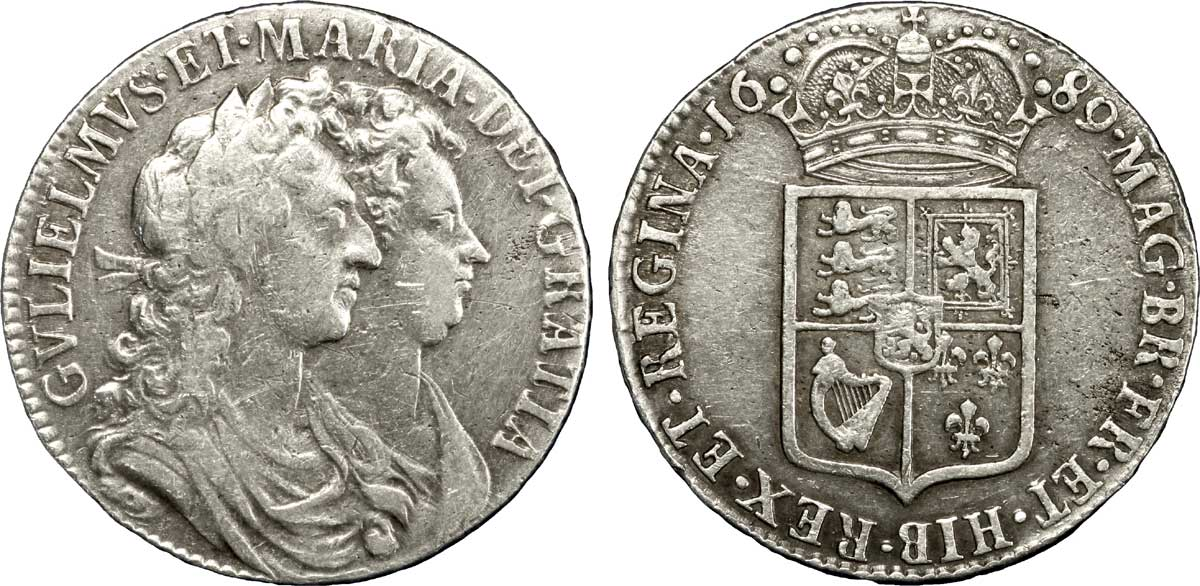
Guglielmo III d'Inghilterra e Maria II.

Il monogramma personale del re Guglielmo III.

Per la deliberazione presa da un'assemblea di notabili, convocata in fretta, Guglielmo si decise a convocare una convenzione per il 7 gennaio 1689. Il problema della successione vi fu discusso con molto ardore. Il partito Tory finì per dichiarare che la successione doveva spettare per diritto ereditario a Maria, ma Guglielmo fece sapere che egli non si sarebbe mai adattato ad agire da principe consorte.
La difficoltà fu risolta con l'accettazione della dottrina degli Whigs del contratto sociale originario e così fu adottata in ultimo la deliberazione che Giacomo II, avendo cercato di sovvertire la costituzione, violando il contratto originario fra il re e il popolo, e le leggi fondamentali del regno, aveva abdicato al governo e quindi il trono era vacante.
Il 13 febbraio 1689 la corona fu offerta a Guglielmo e Maria in comune nel Banquetting Hall al palazzo di Whitehall; l'incoronazione ebbe luogo l'11 aprile. Non si ebbe tempo di redigere una costituzione scritta ma, con il Bill of Rights, il Parlamento dichiarò Guglielmo e Maria re e regina, riservando la successione, in ordine, ai figli di Maria, a quelli della principessa Anna e, in ultimo luogo, ai figli che Guglielmo potesse avere da un secondo matrimonio. Così in modo pacifico si compì la Gloriosa Rivoluzione del 1688-89.
Fu però necessario affidarsi alle armi in Irlanda, che era rimasta fedele a Giacomo II: Guglielmo si recò di persona nell'isola solo nel giugno 1690, ma già il 1º luglio ottenne una decisiva vittoria del Boyne. Finalmente il Trattato di Limerick (1691) pose poi fine alla lotta.
In Scozia le cose si erano svolte più pacificamente e la convenzione di Edimburgo dichiarò Guglielmo e Maria re e regina.

## Politica interna
Guglielmo, che non si trovava personalmente a suo agio nel nuovo Paese, di cui non gli si confaceva il clima, non riuscì a valutare esattamente l'importanza che la contrapposizione, sempre crescente, fra i due partiti dei Whigs e dei Tory aveva nella vita interna del Paese, e le ripercussioni che dovevano derivare nei metodi di governo. Egli si sforzava di scegliere i suoi ministri fra i membri dei due partiti in base dunque a criteri prettamente personali, e solo con il tempo dovette volgersi verso il governo di partito quale la situazione politica inglese ormai esigeva.

Guglielmo d'altronde soleva passare i soli mesi dell'inverno in Inghilterra, dove convocava il suo Parlamento e sbrigava gli affari di stato; durante la stagione estiva egli era sul continente, occupato nelle trattative diplomatiche, o al comando delle truppe sui campi di battaglia. Durante la sua assenza sovraintendeva al governo la regina Maria, assistita da un consiglio speciale nominato dal re, dopo la morte di lei, nel 1694, l'Inghilterra fu governata in assenza del re dai Lords Justices nominati appositamente, con poteri limitati strettamente nell'atto della loro nomina.

## Gli ultimi anni

Il monogramma personale di re Guglielmo III e della regina Maria II.

### La morte di Maria II Stuart
La regina Maria morì di vaiolo nel 1694, con gran dolore per il re Guglielmo, e con ciò venne meno il motivo di attaccamento del popolo per il suo sovrano, che da questo momento in poi verrà considerato sempre più uno straniero.

### La vittoria sulla Francia
Guglielmo proseguì la sua politica antifrancese, già ben congegnata nel periodo olandese e riuscì a trascinare l'Inghilterra nella lotta. Di conseguenza risultavano essere schierati, contro Luigi XIV, l'Impero, le Province Unite, l'Inghilterra, la Spagna e la Savoia.
La guerra ebbe fasi alterne: Guglielmo combatté vittoriosamente a Steenwerck (3 agosto 1692), con sfavorevole esito invece a Landen (19 luglio 1693) e finalmente, nel 1695, riuscì a prendere Namur.
Il Trattato di Ryswick (Rijswijk), nel 1697, coronava i suoi tenaci sforzi contro la Francia, poiché la politica imperialistica di Luigi XIV veniva nettamente fermata.

### La spartizione della Spagna
Guglielmo, pochi anni dopo la morte della moglie, si trovò impegnato in una serie di negoziati segreti con il suo ex-nemico Luigi XIV per accordarsi su una divisione dei territori spagnoli senza ricorrere alle armi.
Intanto la morte del principe di Baviera aveva reso nullo il primo trattato di spartizione della Spagna, concluso nel 1698 con Luigi XIV e Guglielmo dovette dunque ricominciare da capo.
Durante l'estate del 1699 fu negoziato un secondo trattato di spartizione. Tale politica di accordo con la Francia fallì quando morì il re di Spagna (novembre 1700), il quale decise di lasciare per testamento tutti i suoi territori al nipote di Luigi XIV. Il re francese decise di violare gli accordi fatti e di accettare l'offerta. Guglielmo, pur essendo conscio della debolezza della sua posizione in Inghilterra, si volse allora a preparare una nuova guerra, dimostrando la più grande abilità politica nel condurre gradatamente la nazione inglese ad accogliere il suo piano contro Luigi XIV.

### La successione inglese
Quando il parlamento si riunì, a febbraio del 1701, l'interesse della sessione era tuttavia concentrato sul problema della successione inglese, che era diventato acuto per la morte dell'unico figlio sopravvissuto della principessa Anna, il duca di Gloucester (luglio 1700). Fu votato l'Act of Settlement che riconosceva la successione hannoveriana, e limitava i poteri reali con certe clausole, che erano un deliberato biasimo del modo di agire di Guglielmo come re (giugno 1701). Quest'ultimo fece un gioco di attesa con abilità consumata, conservando la sua calma pur di fronte all'evidente insulto dell'Act of Settlement, e continuando invece il suo serrato armeggio diplomatico in Europa contro la Francia. Nel settembre morì Giacomo II e Luigi XIV riconobbe « il vecchio pretendente » Giacomo III, violando così gli impegni presi con il trattato di Rijswijk. Con questa mossa sbagliata Luigi XIV fece il gioco di Guglielmo: le elezioni del novembre in Inghilterra fecero tornare in Parlamento uomini pronti a sostenere il re in una politica vigorosa, e sul principio del 1702 Guglielmo ottenne il pieno appoggio del Parlamento e fondi sufficienti per mantenere 40 000 uomini.

### La morte

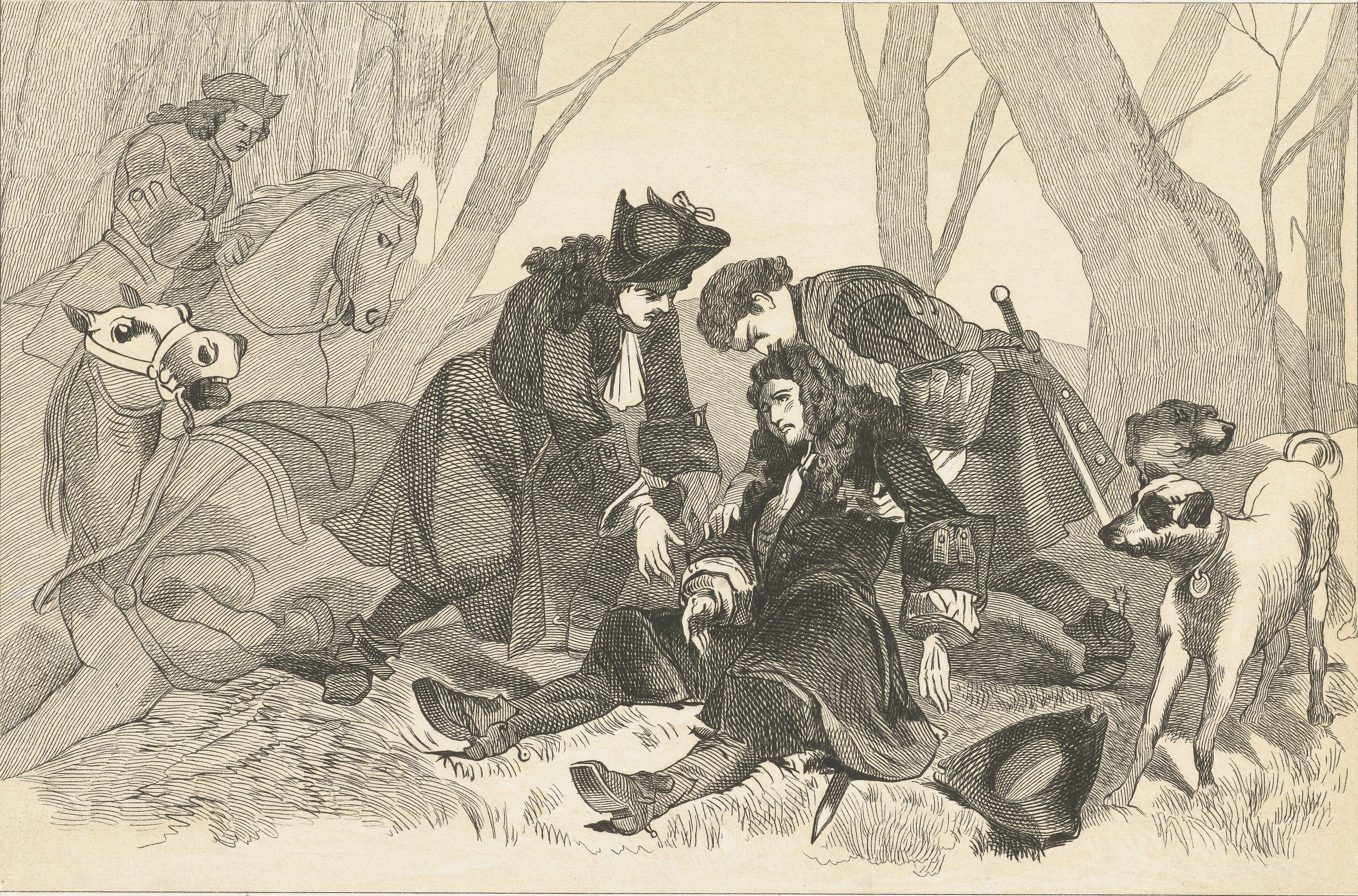
Rappresentazione del XIX secolo della caduta mortale di Guglielmo da cavallo.

Guglielmo non vide però il frutto della sua politica.
Il 21 febbraio 1702, mentre cavalcava ad Hampton Court, si ruppe la clavicola sinistra a seguito di una caduta dal suo cavallo, Sorrel. Tale frattura fu causa di una polmonite, che lo portò poi alla morte l'8 marzo 1702.

## Letteratura
- Il re Guglielmo III d'Inghilterra viene citato da James Joyce in The dead, ultimo racconto del libro Gente di Dublino. Nel testo si parla infatti di un episodio avvenuto davanti alla statua in ricordo di questo re, definito "King Billy" in scherno e avversità per la repressione che il monarca aveva condotto contro i ribelli irlandesi.
- È uno dei personaggi principali del romanzo Il tulipano nero di Dumas.
- Guglielmo III principe d'Orange viene citato da Imprimatur di Monaldi & Sorti.

## Ascendenza
|                                     |                         |                                       | Genitori                        |  |  | Nonni |  |  | Bisnonni             |  |  | Trisnonni                        |  |
|                                     |                         |                                       |                                 |  |  |       |  |  | Guglielmo I d'Orange |  |  | Guglielmo I di Nassau-Dillenburg |  |
|                                     |                         |                                       |                                 |  |  |       |  |  | Guglielmo I d'Orange |  |  | Guglielmo I di Nassau-Dillenburg |  |
|                                     |                         | Giuliana di Stolberg                  |                                 |  |  |       |  |  | Guglielmo I d'Orange |  |  |                                  |  |
| Federico Enrico d'Orange            |                         |                                       |                                 |  |  |       |  |  | Guglielmo I d'Orange |  |  |                                  |  |
|                                     |                         | Louise de Coligny                     | Gaspard de Châtillon            |  |  |       |  |  |                      |  |  |                                  |  |
|                                     |                         | Louise de Coligny                     | Gaspard de Châtillon            |  |  |       |  |  |                      |  |  |                                  |  |
|                                     |                         | Louise de Coligny                     | Charlotte de Laval              |  |  |       |  |  |                      |  |  |                                  |  |
| Guglielmo II d'Orange               |                         | Louise de Coligny                     |                                 |  |  |       |  |  |                      |  |  |                                  |  |
|                                     |                         | Giovanni Alberto I di Solms-Braunfels | Konrad di Solms-Braunfels       |  |  |       |  |  |                      |  |  |                                  |  |
|                                     |                         | Giovanni Alberto I di Solms-Braunfels | Konrad di Solms-Braunfels       |  |  |       |  |  |                      |  |  |                                  |  |
|                                     |                         | Giovanni Alberto I di Solms-Braunfels | Elisabeth di Nassau-Dillenburg  |  |  |       |  |  |                      |  |  |                                  |  |
| Amalia di Solms-Braunfels           |                         | Giovanni Alberto I di Solms-Braunfels |                                 |  |  |       |  |  |                      |  |  |                                  |  |
|                                     |                         | Agnese di Sayn-Wittgenstein           | Ludovico I di Sayn-Wittgenstein |  |  |       |  |  |                      |  |  |                                  |  |
|                                     |                         | Agnese di Sayn-Wittgenstein           | Ludovico I di Sayn-Wittgenstein |  |  |       |  |  |                      |  |  |                                  |  |
|                                     |                         | Agnese di Sayn-Wittgenstein           | Elisabeth di Solms-Laubach      |  |  |       |  |  |                      |  |  |                                  |  |
| Guglielmo III d'Inghilterra         |                         | Agnese di Sayn-Wittgenstein           |                                 |  |  |       |  |  |                      |  |  |                                  |  |
|                                     | Giacomo I d'Inghilterra | Enrico Stuart, Lord Darnley           |                                 |  |  |       |  |  |                      |  |  |                                  |  |
|                                     | Giacomo I d'Inghilterra | Enrico Stuart, Lord Darnley           |                                 |  |  |       |  |  |                      |  |  |                                  |  |
|                                     | Giacomo I d'Inghilterra | Maria Stuarda                         |                                 |  |  |       |  |  |                      |  |  |                                  |  |
| Carlo I d'Inghilterra               | Giacomo I d'Inghilterra |                                       |                                 |  |  |       |  |  |                      |  |  |                                  |  |
|                                     |                         | Anna di Danimarca                     | Federico II di Danimarca        |  |  |       |  |  |                      |  |  |                                  |  |
|                                     |                         | Anna di Danimarca                     | Federico II di Danimarca        |  |  |       |  |  |                      |  |  |                                  |  |
|                                     |                         | Anna di Danimarca                     | Sofia di Meclemburgo-Güstrow    |  |  |       |  |  |                      |  |  |                                  |  |
| Maria Enrichetta Stuart             |                         | Anna di Danimarca                     |                                 |  |  |       |  |  |                      |  |  |                                  |  |
|                                     |                         | Enrico IV di Francia                  | Antonio di Borbone-Vendôme      |  |  |       |  |  |                      |  |  |                                  |  |
|                                     |                         | Enrico IV di Francia                  | Antonio di Borbone-Vendôme      |  |  |       |  |  |                      |  |  |                                  |  |
|                                     |                         | Enrico IV di Francia                  | Giovanna III di Navarra         |  |  |       |  |  |                      |  |  |                                  |  |
| Enrichetta Maria di Borbone-Francia |                         | Enrico IV di Francia                  |                                 |  |  |       |  |  |                      |  |  |                                  |  |
|                                     |                         | Maria de' Medici                      | Francesco I de' Medici          |  |  |       |  |  |                      |  |  |                                  |  |
|                                     |                         | Maria de' Medici                      | Francesco I de' Medici          |  |  |       |  |  |                      |  |  |                                  |  |
|                                     |                         | Maria de' Medici                      | Giovanna d'Austria              |  |  |       |  |  |                      |  |  |                                  |  |
|                                     |                         | Maria de' Medici                      |                                 |  |  |       |  |  |                      |  |  |                                  |  |